# Canada Centre Building
El Canada Centre Building es un edificio de oficinas del gobierno federal posmoderno de 12 pisos en el distrito Scarborough de Toronto. está ubicado al 200 Town Centre Court, entre el Scarborough Civic Centre (Centro cívico de Scarborough) y el centro comercial Scarborough Town Centre, y junto a la estación Scarborough Centre. El edificio alberga oficinas de Service Canada, Empleo y Desarrollo Social de Canadá, Passport Canada y la Agencia Tributaria de Canadá, que brindan servicios para Scarborough y Ontario central. Inaugurado en 1985, el edificio es más notable por sus sistemas de conservación de energía, que incluyen una de las primeras aplicaciones exitosas a gran escala de almacenamiento de energía térmica en acuíferos (ATES).
El edificio fue diseñado por los arquitectos Moriyama y Teshima con una influencia posmoderna que refleja los edificios públicos circundantes. Está situado en el lado occidental de una propiedad rectangular de 2,2 ha y tiene doce pisos de altura, con los dos niveles inferiores reservados para estacionamiento. El edificio dispone de 30 000 m² de espacio de oficinas para albergar a 1900 trabajadores de oficina. Su línea distintiva del techo se replica en una estructura de galería con marco azul que proporciona una pasarela peatonal entre la estación Scarborough Centre y Albert Campbell Square.
El edificio fue construido entre 1983 y 1985. Mientras se excavaban y perforaban los cimientos en 1980-1981, se encontraron dos acuíferos potenciales, lo que permitió integrar un sistema ATES en el diseño. El sistema utiliza cuatro 60 m pozos de producción que suministran 10−30 l/s  de agua subterránea, con quince pozos de observación adicionales en la propiedad. Se creó como una instalación de investigación a gran escala con 200 000 dólares en instrumentación científica para monitorear sus operaciones, que comenzaron en 1985.
Además del ATES, los sistemas de calefacción y refrigeración del edificio abarcan 700 m² de colectores de calor solares montados en el techo, torres de enfriamiento de  tiro forzado, frigoríficos centrífugos, intercambiadores de calor de placas, calderas eléctricas y tanques de almacenamiento de concreto. En 1986-1987 se añadió una gran instalación informática para controlar y monitorear estos sistemas, seleccionando el uso más eficiente. En 1989, los enfriadores se convirtieron en bombas de calor para satisfacer la demanda de refrigeración debido al aumento de ocupación. Tras esta conversión, las compras anuales de energía fueron de unos 250 kWh/m² o 5,000 kWh por lugar de trabajo.
La empresa de ingeniería HH Angus and Associates recibió en 1986 el Premio a la Excelencia (mecánica) de la revista Canadian Consulting Engineer por sus contribuciones al diseño y la implementación de los sistemas energéticos del Centro de Canadá. Un estudio de 2021 identificó el edificio del Centro de Canadá para su consideración como patrimonio debido a su diseño y asociación en el contexto del crecimiento de la ubicación del Centro Cívico de Scarborough.